# Tài sản tài chính
Tài sản tài chính là một tài sản phi vật chất có giá trị bắt nguồn từ việc đòi bồi thường có khế ước, chẳng hạn như tiền gửi ngân hàng, trái phiếu và cổ phiếu. Tài sản tài chính thường có tính thanh khoản cao hơn các tài sản hữu hình khác, chẳng hạn như hàng hóa hoặc bất động sản, và có thể được giao dịch trên thị trường tài chính.
Tài sản tài chính đối lập với tài sản phi tài chính, quyền tài sản bao gồm cả tài sản hữu hình (đôi khi còn được gọi là tài sản thực) như đất đai, bất động sản hoặc hàng hóa và tài sản vô hình như tài sản trí tuệ, như bản quyền, bằng sáng chế, nhãn hiệu, v.v.

## Phân loại
Theo Các chuẩn mực Báo cáo Tài chính Quốc tế (IFRS), một tài sản tài chính có thể là:
- Tiền mặt hoặc tương đương tiền mặt,
- Công cụ vốn chủ sở hữu của một đơn vị khác,
- Quyền theo hợp đồng nhận tiền mặt hoặc tài sản tài chính khác từ đơn vị khác hoặc trao đổi tài sản tài chính hoặc các khoản nợ tài chính với đơn vị khác theo các điều kiện có lợi cho đơn vị,
- Một hợp đồng sẽ hoặc có thể được thanh toán bằng các công cụ vốn tự có của đơn vị và là một hợp đồng phi phái sinh mà đơn vị có hoặc có thể có nghĩa vụ nhận một số lượng thay đổi các công cụ vốn chủ sở hữu của đơn vị, hoặc một công cụ phái sinh sẽ hoặc có thể được giải quyết ngoài việc trao đổi một lượng tiền mặt cố định hoặc một tài sản tài chính khác lấy một số lượng cố định các công cụ vốn tự có của đơn vị.[5]

## Xử lý tài sản tài chính theo IFRS
Theo IFRS, tài sản tài chính được phân loại thành bốn loại lớn xác định cách thức đo lường và báo cáo chúng:
- Các tài sản tài chính "được giữ để kinh doanh" - tức là được mua hoặc phát sinh chủ yếu cho mục đích bán, hoặc là một phần của danh mục đầu tư có bằng chứng về việc thu lợi ngắn hạn, hoặc là các tài sản phái sinh - được đo lường theo giá trị hợp lý thông qua lợi nhuận hoặc thua.
- Các tài sản tài chính có các khoản thanh toán cố định hoặc có thể xác định được và thời gian đáo hạn cố định mà công ty phải sẵn sàng và có thể nắm giữ cho đến khi đáo hạn được phân loại là các khoản đầu tư "giữ đến ngày đáo hạn". Các khoản đầu tư nắm giữ đến ngày đáo hạn được xác định theo giá trị hợp lý thông qua lãi hoặc lỗ theo chỉ định hoặc được xác định là tài sản tài chính sẵn sàng để bán theo chỉ định.
- Các tài sản tài chính có các khoản thanh toán cố định hoặc có thể xác định được mà không được niêm yết trên thị trường đang hoạt động được coi là "các khoản cho vay và phải thu". Các khoản cho vay và phải thu cũng được xác định theo giá trị hợp lý thông qua lãi hoặc lỗ theo chỉ định hoặc được xác định là tài sản tài chính sẵn sàng để bán theo chỉ định.
- Tất cả các tài sản tài chính khác được phân loại là tài sản tài chính "sẵn sàng để bán" và được đo lường theo giá trị hợp lý thông qua lãi hoặc lỗ theo chỉ định.[6]

Đối với các tài sản tài chính được đo lường theo giá trị hợp lý thông qua lãi hoặc lỗ  theo chỉ định , việc chỉ định chỉ có thể thực hiện ở mức giá tài sản được ghi nhận ban đầu. Hơn nữa, không thể chỉ định đối với các công cụ vốn không được giao dịch trên thị trường đang hoạt động  và  không thể xác định được giá trị hợp lý của nó. Các yêu cầu khác (thay thế) cho việc chỉ định là ví dụ: ít nhất là sự giảm thiểu rõ ràng về sự "không phù hợp" với các tài sản hoặc nợ phải trả tài chính khác, định giá nội bộ và báo cáo và chỉ đạo theo giá trị hợp lý, hoặc hợp đồng kết hợp với một công cụ phái sinh gắn kèm (embedded derivative) không quan trọng và có thể được tách riêng. Đối với các tài sản tài chính sẵn sàng để bán  theo chỉ định , việc chỉ định chỉ có thể thực hiện với số tiền mà tài sản đó đã được ghi nhận ban đầu. Tuy nhiên, không có hạn chế hoặc yêu cầu nào khác.